# Glockenturm Reichenhain
Der Glockenturm in der Dorfstraße im Ortsteil Reichenhain der Gemeinde Röderland im südbrandenburgischen Landkreis Elbe-Elster steht etwa in der Mitte des historischen Dorfangers.
Er ist als Baudenkmal im örtlichen Denkmalverzeichnis unter der Erfassungsnummer 09135487 verzeichnet.
Der von 1899 bis 1900 errichtete Glockenturm wurde vom Reichenhainer Ortsrichter Johann Strauch gestiftet. Die Glocke stammt aus der Glockengießerei Franz Schilling in Apolda. Am 1. April 1900 wurde das Bauwerk eingeweiht.
Der Turm wurde 1995 restauriert und am 29. November 1995 der Bevölkerung wieder übergeben.
Heute ist eine Abbildung des Glockenturms Bestandteil des Ortsteilwappens von Reichenhain.